# Muscle droit médial de l'œil
Le muscle droit médial du bulbe de l'œil ou muscle droit médial de l'œil (Musculus rectus medialis) ou  muscle droit interne de l'œil est un muscle oculomoteur et un des quatre muscles droits de l'œil. Il permet par sa contraction d'orienter le regard en dedans.

## Description
- Origine dorsale: il nait de le languette interne du ligament de Zinn fixé sur le corps du sphénoïde.
- Trajet: il se dirige en avant et en dedans en s'élargissant pour venir se réfléchir sur le globe de l'œil et se porter en avant et en dehors.
- Terminaison antérieure: il s'achève par une aponévrose large et aplatie sur la partie antéro-interne de la sclérotique, en dedans de l'iris.

## Innervation
Il est innervé par la branche inférieure du nerf oculomoteur, 3e nerf crânien qui l'aborde par sa face externe.

## Vascularisation
Il est vascularisé par une branche de l'artère musculaire supérieure branche de l'artère ophtalmique.

## Action
En faisant tourner la partie antérieure du globe oculaire vers l'intérieur, il porte le regard vers l'intérieur.

## Rapports
Il est en rapport, en dedans avec la paroi médiale de l'orbite, en dehors, en arrière avec le nerf optique, en avant avec le globe oculaire

## Galerie

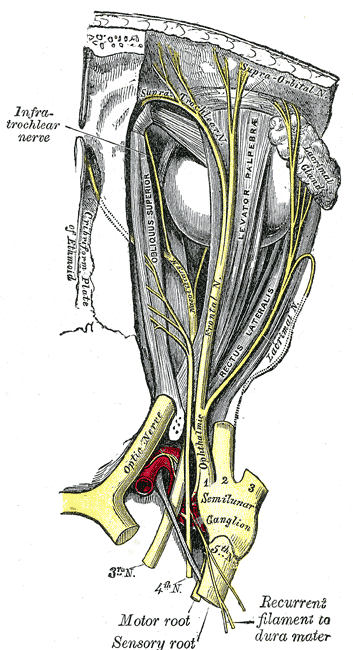
Nerfs de l'orbite. Vue supérieure.
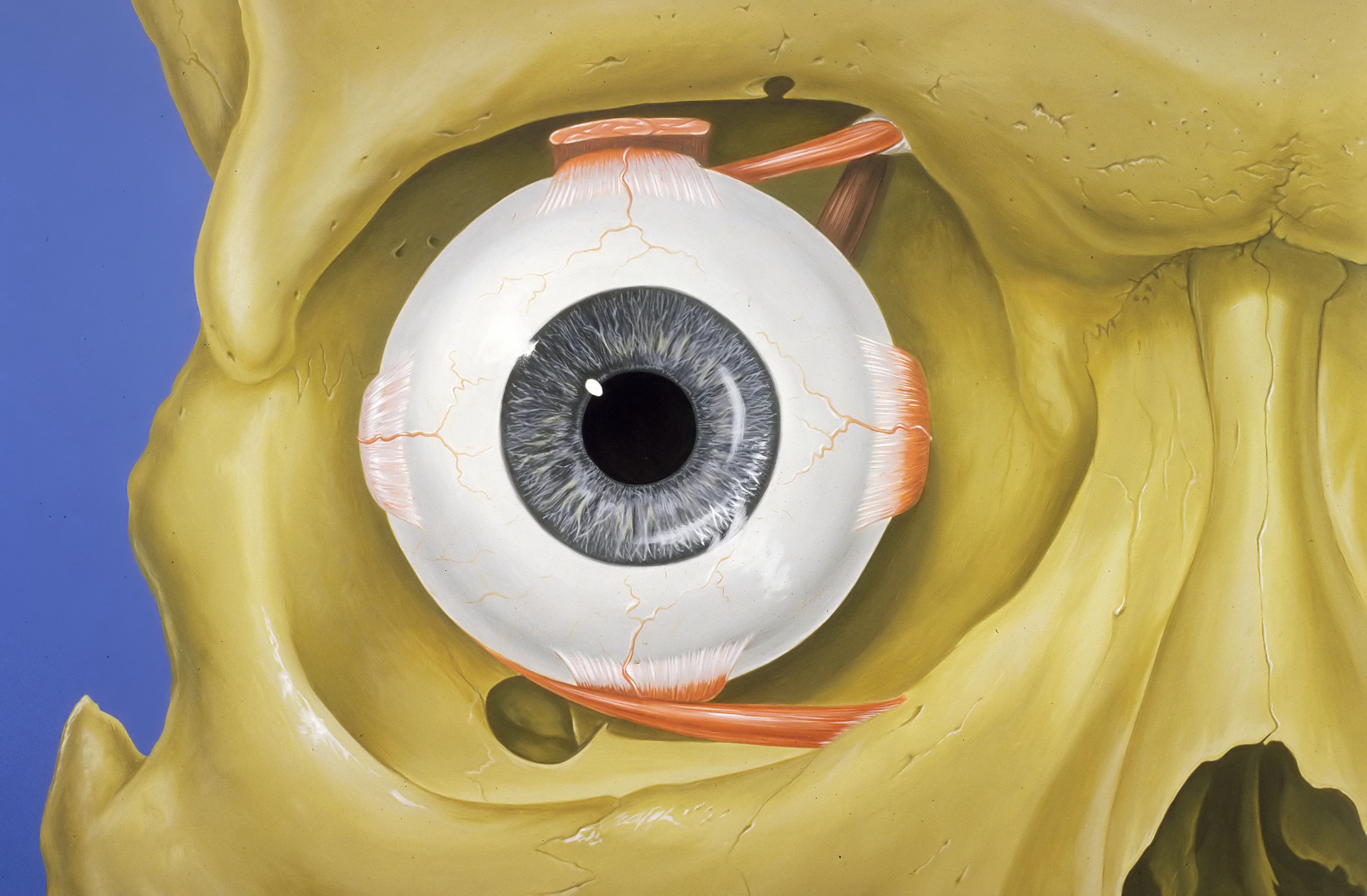
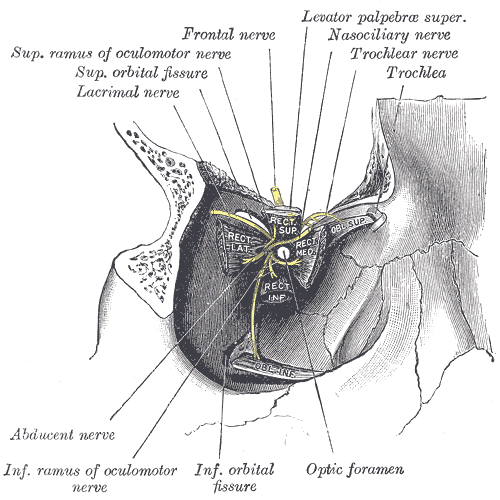
Dissection montrant les muscles droit de l'œil et les nerfs entrant par la fente sphénoïdale.
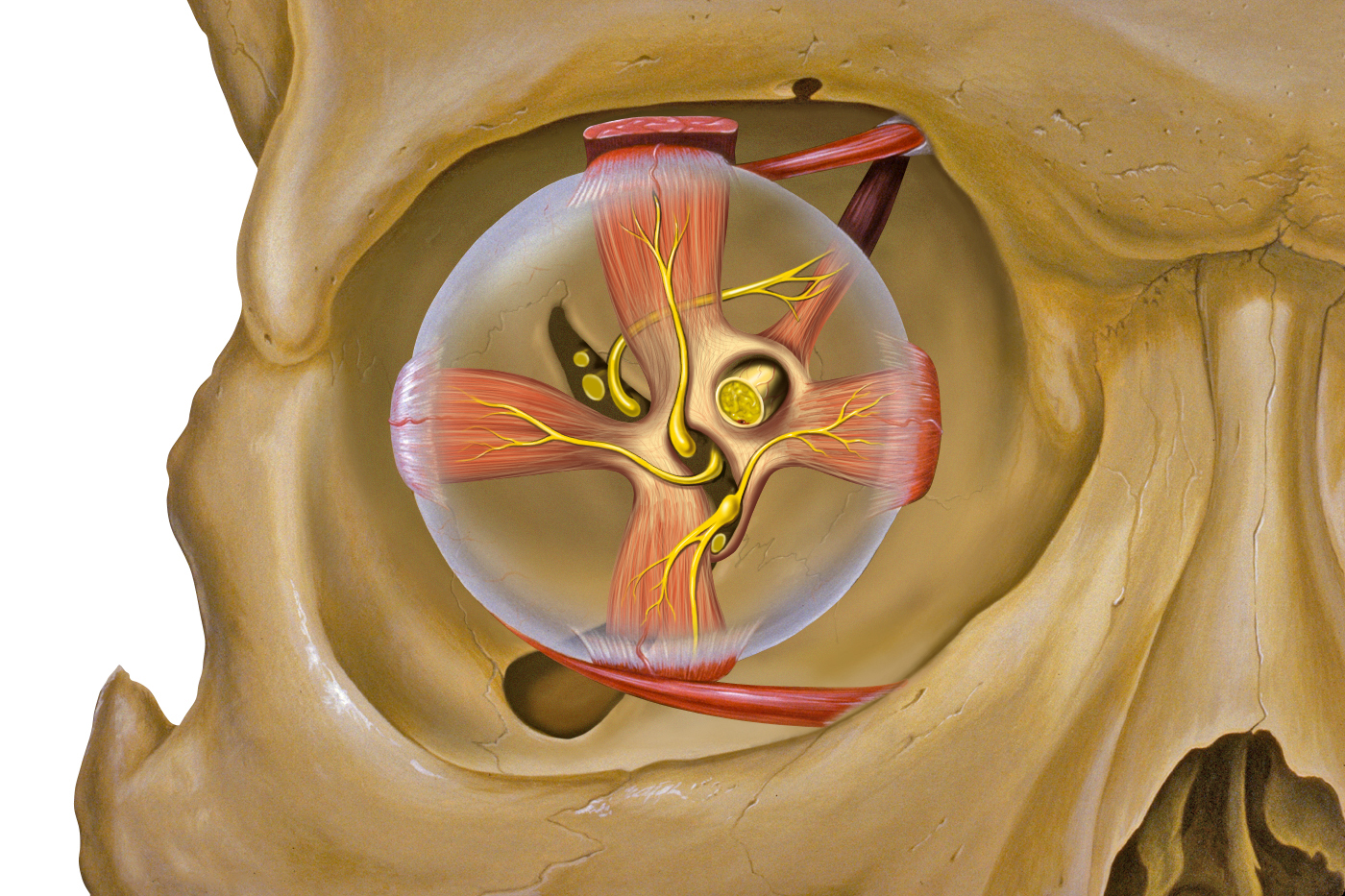
Fente sphénoïdale; Tendon de Zinn.